# Неделчо Гарванов
Неделчо (Недельо) Николаев Гарванов е български революционер, пунктов началник на Вътрешната македоно-одринска революционна организация.

## Биография
Неделчо Гарванов е роден през 1867 година в Чирпан, тогава в Османската империя. Занимава се с търговия. В 1900 година е околийски началник в Пловдив. Приближен е на Пейо Яворов. В 1904 година е назначен от Яне Сандански за ръководител на пункта на ВМОРО в Лъджене и го ръководи до 1907 година.
В 1914 година е избран за депутат от Либералната коалиция в XVII обикновено народно събрание. Умира през септември 1917 година.